# Windows DVD Maker
O Windows DVD Maker foi um utilitário integrado às edições Home Premium e Ultimate do Windows Vista, e Home Premium, Professional e Ultimate do Windows 7, para criação de filmes em DVD. Ele serve como um acompanhante do Windows Movie Maker.

## Recursos
O Windows DVD Maker tem uma interface simples no estilo Aero Wizard. O primeiro passo para a criação de um DVD envolve a importação de arquivos de vídeos do sistema. Os vídeos podem ser rearranjados para rodar em uma ordem diferente, e o Windows DVD Maker divide-os automaticamente em cenas que podem ser acessadas de uma página especial de Seleção de Cenas no sistema de menu do DVD.
No próximo passo, vários estilos de menus animados podem ser aplicados. Muitos deles são similares aos efeitos de transição do Windows Movie Maker. O usuário também pode personalizar os estilos de fonte e botões. O Windows DVD Maker também pode adicionar um show de slides de imagens com acompanhamento musical e efeitos de transição.
O programa também pode mostrar uma previsão interativa de como o DVD irá ficar quando tiver sido gravado. Por exemplo, o usuário pode navegar nos menus do DVD usando as setas do teclado (simulando o controle remoto de um DVD player).
Windows DVD Maker só roda em computadores que usam a interface Windows Aero.